# Sassacus dissimilis
Sassacus dissimilis är en spindelart som beskrevs av Mello-Leitao 1941. Sassacus dissimilis ingår i släktet Sassacus och familjen hoppspindlar. Inga underarter finns listade i Catalogue of Life.